# Kenyeri
Kenyeri là một thị trấn thuộc hạt Vas, Hungary. Thị trấn này có diện tích 33,96 km², dân số năm 2010 là 850 người, mật độ 25 người/km².